# Галаго сенегальський
Галаго сенегальський (Galago senegalensis) — маленький нічний примат, член родини галагових (Galagidae). Galago senegalensis є ендеміком тропічної Африки та має великий географічний ареал. Він зустрічається від Сенегалу на заході до Судану, Ефіопії, Сомалі на сході, на південь через Кенію до південної Танзанії. Galago senegalensis зустрічається в лісах савани (наприклад, міомбо), у густих або відкритих чагарниках, гірських лісах, прирічкових лісах і у вторинних та/або сильно фрагментованих лісах і лісах, включаючи культивовані території. Galago senegalensis зустрічається від рівня моря до 2400 м над рівнем моря. Galago senegalensis — нічний, деревний і всеїдний. Поживою є передусім камедь, безхребетні та фрукти. Будує гнізда в густих колючих деревах або в дуплах дерев. Розмір групи становить 2—5 особин, хоча вони харчуються окремо. Передбачається, що вони народжують одного або двох дитинчат на рік.